# Ligue de Sarnen
La ligue de Sarnen est une ligue secrète fondée par les cantons suisses conservateurs afin de s'opposer aux efforts de régénération menés par les cantons libéraux.

## Histoire
La ligue est fondée le 15 novembre 1832 par les cantons d'Uri, de Schwytz (sans les « districts extérieurs »), d'Obwald, de Nidwald, de Neuchâtel et de Bâle-Ville en réponse au concordat des Sept (fondé par Zurich, Berne, Lucerne, Soleure, Saint-Gall, Argovie et Thurgovie le 17 mars 1832 et visant à réviser le Pacte fédéral de 1815).
Leur principal objectif est de s'opposer à la partition des cantons de Bâle et de Schwytz. À la suite de l'invitation faite aux députés du nouveau canton de Bâle-Campagne de siéger à la Diète, la ligue tient sa propre Diète en mars et juillet 1833. À la suite de l'intervention militaire de Schwytz à Küssnacht le 31 juillet 1833 et de Bâle-Ville à Pratteln le 2 août, la Diète ordonna l'occupation militaire de Schwytz-intérieur et Bâle-Ville avant de prononcer la dissolution de la ligue de Sarnen le 12 août pour incompatibilité avec le Pacte fédéral.

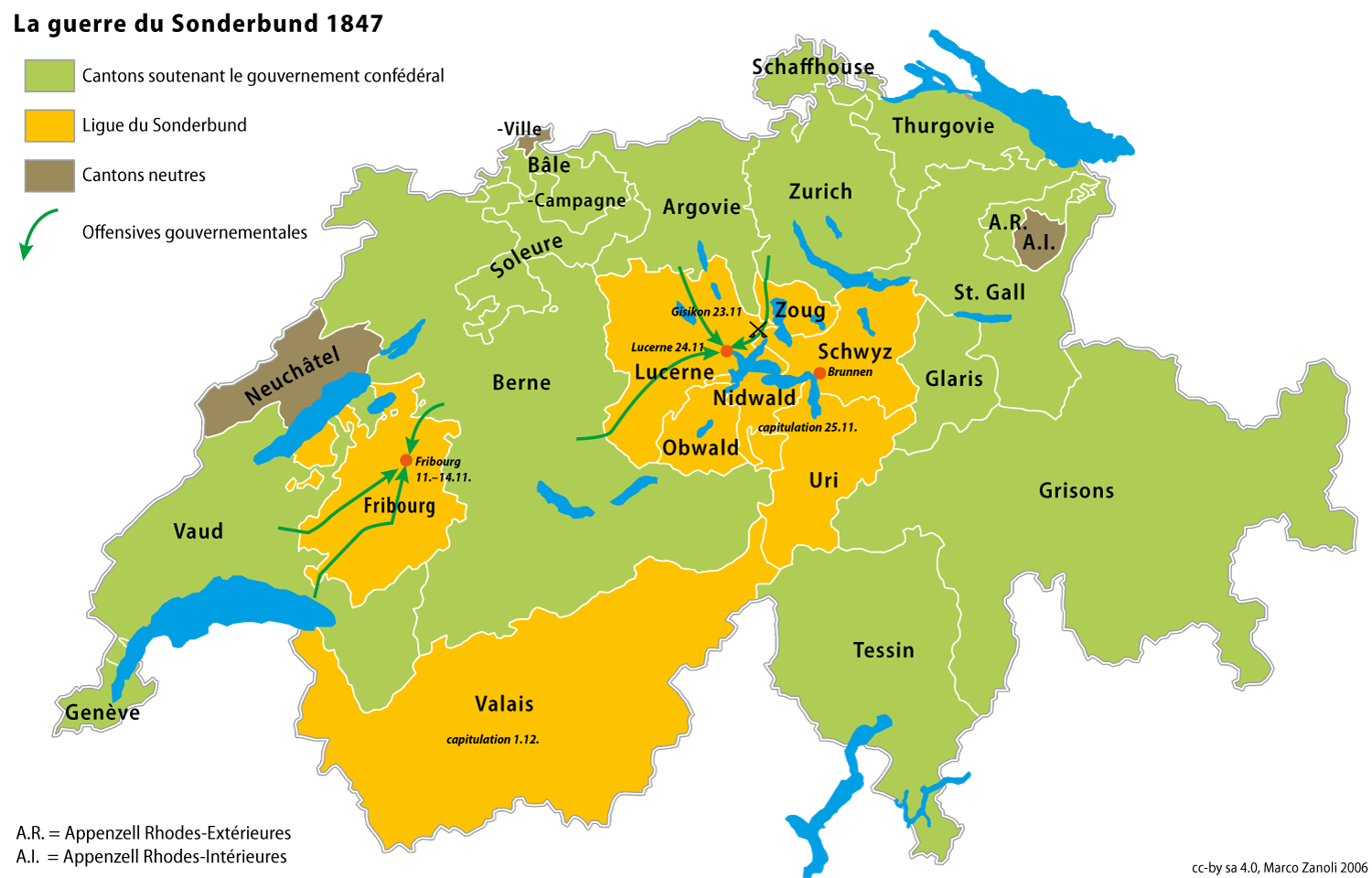
Positions des différents cantons lors de la guerre du Sonderbund

En 1845, les cantons catholiques-conservateurs formeront une nouvelle ligue, le Sonderbund qui conduira l'année suivante à une guerre civile en Suisse.

## Sources
- Article Ligue de Sarnen dans le Dictionnaire historique de la Suisse en ligne.

- (de) Cet article est partiellement ou en totalité issu de l’article de Wikipédia en allemand intitulé « Sarnerbund » (voir la liste des auteurs).